# Alexandre Khanjonkov
Alexandre Alexeïevitch Khanjonkov (en russe : Александр Алексеевич Ханжонков, ISO 9 : Aleksandr Alekseevič Hanžonkov) est un producteur et réalisateur né dans l'Empire russe, le 8 août 1877, à Khanjonkovka dans le Gouvernement de Iekaterinoslav, aujourd'hui (oblast de Donetsk), et décédé, le 26 septembre 1945, à Yalta (en Crimée, depuis 2 mois oblast de la république socialiste fédérative soviétique de Russie, après la dissolution par Staline de la république socialiste soviétique autonome de Crimée, le 30 juin 1945 ). Il est un des pionniers du cinéma russe.

## Biographie

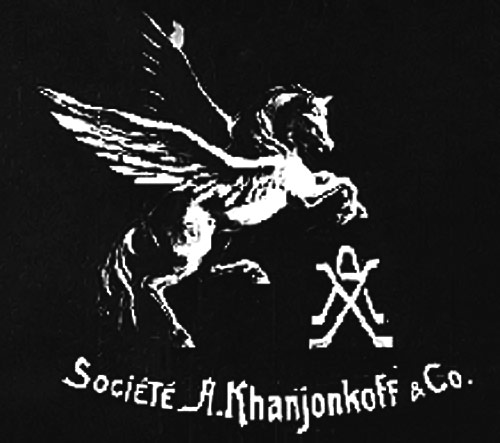
Logo de la société de Khanjonkov.

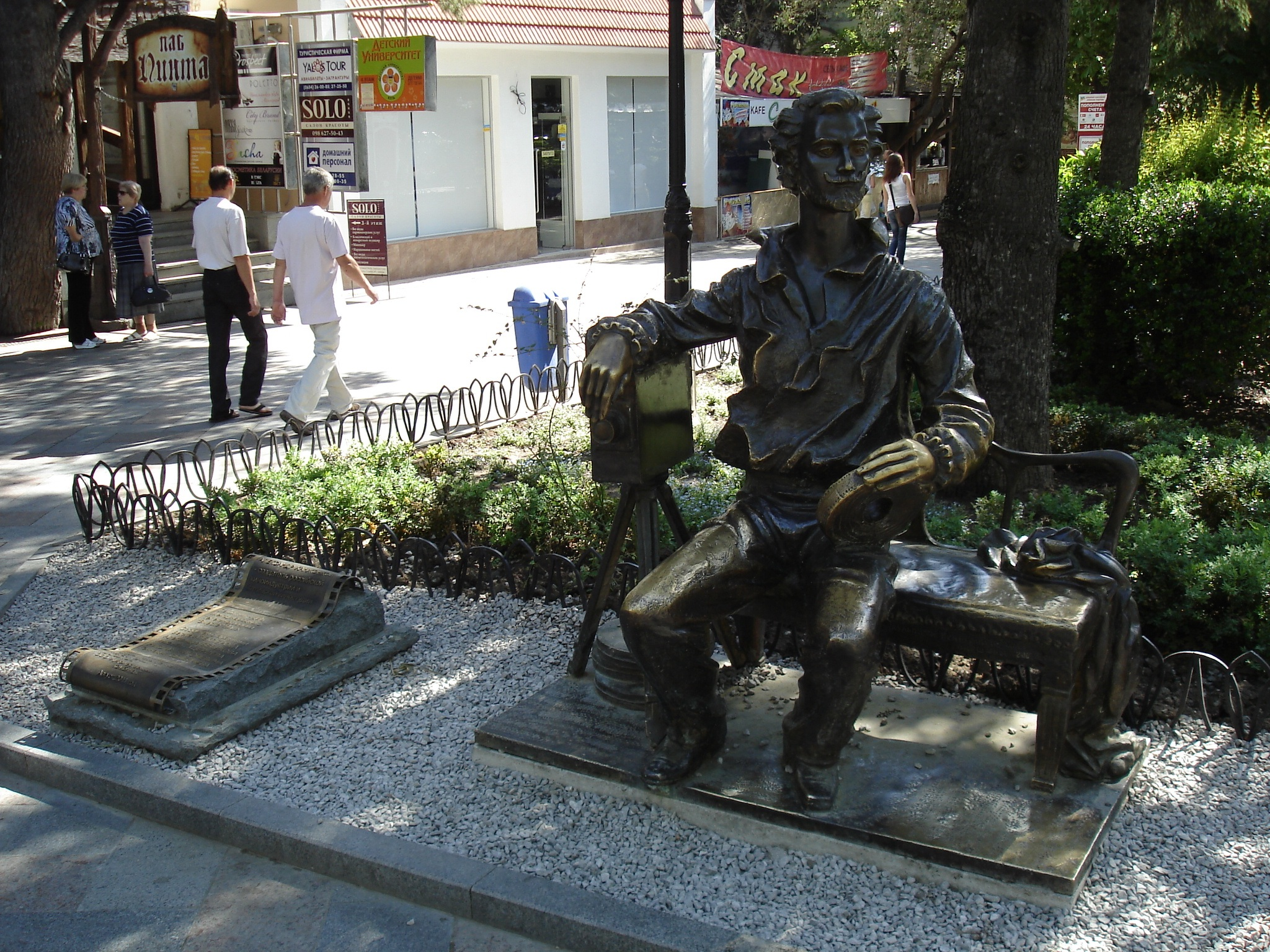
Monument à Alexandre Khanjonkov, rue Pouchkine (Yalta).

Sorti de l'école militaire d'élèves officiers cosaques de Novotcherkassk en 1896, Alexandre Khanjonkov devient aspirant officier du 1er régiment du Don attaché à la 1re division de cavalerie du corps de grenadiers basé à Moscou. Démobilisé en 1905, pour des raisons de santé, il dispose d'une somme de cinq mille roubles qu'il investit dans l'industrie cinématographique. Il possède d'abord des parts dans la compagnie moscovite Gaumont et Siversen, fondée par l'ingénieur d'origine allemande Vladimir Siversen qui travaille à la substitution des intertitres des films muets de la filmothèque Gaumont dans la langue russe. Lorsque Gaumont commence à traduire ses propres films, Gaumont et Siversen met la clé sous la porte. Khanjonkov l'achète et crée sur sa base la compagnie de distribution cinématographique Khanjonkov & C° qui se trouve alors dans le Savvinskoïe Podvorïe. Il se tourne ensuite vers la production. Vladimir Siversen devient son premier directeur de la photographie. Ils débutent avec le film comique Palotchkine et Galotchkine (Палочкин и Галочкин) en 1907. Le film est perdu par la suite, mais on apprend des mémoires de Khanjonkov Les premières années de la cinématographie russe (1937) qu'à cause d'un mauvais réglage dû à l'inexpérience de Siversen, le haut du cadre a malheureusement tronqué les têtes des personnages. Ils enchaînent avec le Drame dans un camp tsigane de la région de Moscou (Драма в таборе подмосковных цыган) l'année suivante. C'est le plus ancien film mettant en scène les personnages du monde tsigane. Il ne sortira jamais sur les écrans et sera partiellement perdu. Khanjonkov le considérait comme un échec, principalement imputable à l'inexpérience des acteurs, tous amateurs terrorisés par la caméra. La production compte également plusieurs films documentaires et didactiques. Toutefois, le niveau professionnel de l'autodidacte Siversen ne satisfait plus Khanjonkov. En 1910, il fait appel à Louis Forestier pour le remplacer. Désormais Siversen ne s'occupe que du développement technique. Il travaillera pour Khanjonkov jusqu'au début de la Première Guerre mondiale. Pour réaliser ses films Khanjonkov fait appel au pionnier du cinéma muet russe Vassili Gontcharov et à la troupe du Maison du peuple Vvedenski, parmi lesquels on retrouve Alexandra Gontcharova (ru), Andreï Gromov, Piotr Tchardynine et plus tard Ivan Mosjoukine. Les sujets des films de cette époque comprennent les grands classiques de la littérature russe, les contes et les traditions populaires. 
Khanjonkov lance plusieurs revues consacrées au cinéma : Vestnik kinematografiï (Вестник кинематографии, 1910), Cinéma (Синема, 1913) et  Pégase (Пегас, 1915). 
En 1911, voit le jour le premier long métrage russe La Défense de Sébastopol que Khanjonkov coréalise avec Vassili Gontcharov. En 1912, il produit l'un des premiers films d'animation La Belle Lucanide de Ladislas Starewitch, inspiré de la Belle Hélène, une histoire romantique mettant en scène les marionnettes des scarabées. Des rapports dans la presse londonienne à la sortie de ce film, avançaient l'hypothèse que les insectes étaient en vie et ont été formés par un savant russe . Dans son studio sont réalisés les films sur l'agriculture, géographie, zoologie, botanique et médecine, où les effets spéciaux et les éléments de fiction se trouvent parfois mélangés. Ainsi, le film Beuverie et ses conséquences (Пьянство и его последствия, 1913) montre d'abord les séquences documentaires avec les enfants présentant des anomalies dues à l'alcoolisme des parents, puis l'acteur Ivan Mosjoukine dans la peau d'un homme en proie à l'hallucinose alcoolique qui voit le démon surgir de sa bouteille, - l'animation de ce démon est l’œuvre de Ladislas Starewitch.
Au printemps 1917, le cinéaste déménage à Yalta, où il continue son activité pendant quelques années encore. Il espère d'abord que la situation à Moscou se stabilise. Pourtant son acteur vedette Mosjoukine le quitte pour les studios de Iossif Ermoliev, tandis que le directeur Piotr Tchardynine et l'actrice Vera Kholodnaïa sont employés par le relativement inconnu Dmitri Kharitonov (ru), dont les studios se développent à cette époque. La mort de son autre directeur Evgueni Bauer en juin 1917, aggrave encore la situation. 
Après la défaite du général Wrangel en novembre 1920, il émigre à Constantinople, puis à Milan et à Vienne. Toutes ses tentatives de mettre en place la production cinématographique échouent faute d'investisseurs. En 1922, dans sa villa au Pays de Bade, il explore les techniques du cinéma parlant, mais ne peut poursuivre toujours par manque de financement. 
En 1923, il est contacté par la société Rusfilm, qui lui propose de revenir de son exil. Khanjonkov accepte, mais Rusfilm sera finalement fermé. Khanjonkov travaille alors comme consultant du Comité d’État de la cinématographie, puis comme chef de la production du Proletkino. En 1926, il est arrêté avec le groupe de dirigeants du Proletkino accusés pour fraude fiscale. Relâché, car aucune preuve ne peut être trouvée contre lui, il est tout de même interdit de travail dans l'industrie du cinéma. Il quitte alors Moscou pour Yalta où il vit confronté à des privations matérielles. Sa santé se détériore également. Désespéré, il écrit à Boris Choumiatski relatant sa situation. Ce recours s'avère fructueux, on lui accorde alors une pension personnelle. Il consacre les dernières années de sa vie à la rédaction de ses mémoires. Lorsque la Crimée est occupée par les Allemands en 1941-1944, il reste à Yalta, cloué dans le fauteuil roulant. 
Il meurt le 26 septembre 1945, à Yalta où il est enterré au cimetière du mont Polikour, près de la cathédrale de Jean Chrysostome.

## Filmographie

### Comme producteur
- 1908 : Drame dans le camp gitan près de Moscou (Drama v tabore podmoskovnykh tsygan) d'Vladimir Siversen
- 1909 : La Puissance des ténèbres (Vlast tmy) de Piotr Tchardynine
- 1909 : Les Âmes mortes
- 1909 : Un mariage russe au XVIe siècle
- 1909 : Mazeppa de Vassili Gontcharov
- 1909 : Enchanteresse (Tcharodeïka)
- 1909 : Vanka-klioutchnik
- 1910 : La boyarine Orcha
- 1910 : L'Idiot
- 1910 : Roussalka de Vassili Gontcharov
- 1910 : La Dame de pique de Piotr Tchardynine
- 1911 : En place marchande (Na boïkom meste) de Piotr Tchardynine
- 1911 : La Défense de Sébastopol (Oborona Sevastopolyac)
- 1912 : Mest kinematografitcheskogo operatora
- 1913 : Votsareniye doma Romanovikh
- 1913 : Les Chagrins de Sarah (Gore Sarry)
- 1913 : La Petite Maison de Kolomna (Domik v Kolomne)
- 1913 : Soumerki jenskoï douchi
- 1914 : Entre les mains de la destinée (V roukakh bespochtchadnogo roka)
- 1914 : Enfants de la cité (Ditya bolchogo goroda)
- 1914 : Les témoins muets
- 1914 : Digne de la patrie (Eïo gueroïskiy podvig)
- 1914 : Le Dernier Raid (Slava - nam, smert' - vragam)
- 1915 : Natacha Rostova (Наташа Ростова) de Piotr Tchardynine
- 1915 : Le Chant de l'amour triomphant (Pesn torzhestvuyushchey lyubvi) d'Evgueny Bauer
- 1915 : Les Songes (Griozy)
- 1915 : Après la mort (После смерти, Posle smerti) de Evgueny Bauer
- 1917 : La Mort du cygne
- 1917 : Le Révolutionnaire (Revolioutsionnèr) d'Evgueni Bauer
- 1917 : Nabat
- 1917 : L'Obscurité (Soumerki)
- 1918 : Proïekt injeniera Prauta
- 1918 : Parole d'honneur (Tchestnoïe slovo)

### Comme réalisateur
- 1911 : La Défense de Sébastopol (Oborona Sevastopolya)